# Новоівановка (Стерлібашевський район)
Новоіва́новка (рос. Новоивановка, башк. Яңы Ивановка) — присілок у складі Стерлібашевського району Башкортостану, Росія. Входить до складу Куганакбашівської сільської ради.
Населення — 6 осіб (2010; 11 в 2002).
Національний склад:
- росіяни — 73%
- татари — 27%